# Gaël Nicol
Pour les articles homonymes, voir Nicol.
Gaël Nicol est un musicien français, sonneur de bombarde et de biniou, né à Saint Brieuc le 8 juin 1969. 

## Biographie
Gaël découvre les festou noz très jeune, avec son père plâtrier mais passionné de musique. Il commence la bombarde à huit ans, avec Dédé Thomas.
Il continue ensuite à l'école de musique de Saint-Nicolas-du-Pélem. Les cours ne durent pas longtemps, mais il rencontre le fils de son professeur, David Pasquet. Avec David et son père, ils montent un groupe, Les Crocodiles Bleus, qui se produit régulièrement sur scène. David et Gaël se produisent également en couple de sonneurs.
Il continue sa formation au Bagad Gwengamp, apprenant la rigueur du jeu d'ensemble. Il participe également à la création du bagad des Blés d'or de St Nicolas du Pélem. En 1988, il rencontre Fred et Jean-Charles Guichen pendant un fest-noz où il se produit avec David Pasquet. Peu de temps après, ils forment le groupe Ar Re Yaouank. Jusqu'en 1998, ils dynamisent la musique à danser sur scène et enregistrent trois albums. 
En 1993, il découvre le biniou. Il décide de se consacrer intensément à ce nouvel instrument, pour en jouer sur l'album Breizh Positive d'Ar Re Yaouank, sorti en 1994. Le sonneur cherche ensuite à faire évoluer cet instrument, par exemple en y ajoutant des clés.
En 1997, il participe avec Jean-Charles Guichen à un album de Taÿfa : Awal. Ar Re Yaouank se sépare peu après. Il rejoint ensuite Bleizi Ruz, groupe mythique dont il était fan depuis longtemps, avec lequel il sort un disque en 2001 et forme un duo accordéon diatonique-biniou coz avec Rémy Martin. Le duo se transforme en groupe sous le nom Martinicol. 
Il intègre également Añjel I.K. après la sortie de la démo de ce groupe, et enregistre avec eux leur premier album, Diank.
De 2004 à 2009, il joue au sein du groupe Diwall. Ar Re Yaouank se reforme exceptionnellement lors de grands festivals : pour les 20 ans des Vieilles Charrues et les 15 ans du grand fest-noz Yaouank. Il continue de jouer avec Bleizi Ruz.
En Mai 2018 il participe à la traversée des Géants de la Vallée des Saints avec le sonneur Etienne Kerbaul à la demande de l'aventurier Gildas Martin et de l'Association Armor Argoat présidée par René Richard .Ils deviennent les musiciens officiels et coéquipiers de cette épopée lors du transport de la Statue de Saint Piran , sculptée par David Paton et Stéphane Rouget. La statue de Granit de 5 tonnes fera le voyage, malgré les interdictions administratives, sur le vieux gréement "La Nébuleuse" du Capitaine Cédric Lagrifoul, depuis Falmouth jusqu'à Paimpol. Au passage de l'écluse Paimpolaise, devant une foule de plus de 3000 personnes il interprète avec Etienne Kerbaul une version bretonne de " La croisière s'amuse" au Biniou et Bombarde avec la complicité des sculpteurs qui souhaitaient "désacraliser" ce moment historique.

## Discographie

### AvecAr Re Yaouank
- 1989 : Sidwel
- 1992 : Fest-Noz Still Alive - (CD) - Coop Breizh
- 1994 : Breizh Positive - (CD) - Coop Breizh
- 1996 : Ravine - (CD) - Coop Breizh

### Participations
- 1998 : Jean-Charles Guichen (sans titre) - (CD) - Coop Breizh
- 2000 : Taÿfa : Awal - (CD)
- 2011 : Raggalendo - Du reuz dans l'bourg

### AvecAñjel I.K.
- 2001 : Diank - (CD) - Sony Music

### AvecBleizi-Ruz
- 2001 : An teuz - (CD) - Ciré Jaune